# 海康钩粉草
海康钩粉草（学名：Pseuderanthemum haikangense）为爵床科山壳骨属的植物，是中国的特有植物。分布在中国大陆的云南、广东、海南等地，生长于海拔300米的地区，常生长在低海拔地区的林下以及旷野，目前尚未由人工引种栽培。

## 别名
兰心草（广东海康）